# ٯ
القاف دون نقط ٯ حرف من الحروف الإضافية في الأبجدية العربية. وهو حرف من حروف اللغة العربية المستخدمة في اللغة العربية القديمة. أشكاله الأولية والوسطى ⟨ٯ‍ ‍ٯ‍⟩ كانت متطابقة مع الأشكال الأولية والوسطى لحرف الفاء دون نقطة ⟨ڡ‍ ‍ڡ‍⟩ ؛بينما أشكالهما المعزولة والنهائية كانت متميزة.

## الكتابة
| الموقع من الكلمة: | معزول | بدائي | وسطي | نهائي |
| ----------------- | ----- | ----- | ---- | ----- |
| شكل الحرف:        | ٯ     | ٯـ    | ـٯـ  | ـٯ    |